# Wolfgang Riotte
Wolfgang Riotte (* 14. Juli 1938 in Köln) ist ein deutscher Jurist und Verwaltungsbeamter.

## Leben
Nach dem Abitur am Gymnasium leistete Riotte zunächst Wehrdienst. Er studierte bis 1961 Geschichte und nahm im Anschluss ein Studium der Rechtswissenschaft auf, das er 1965 mit der Ersten Juristischen Staatsprüfung abschloss. Danach absolvierte er das Referendariat im Bezirk des Oberlandesgerichtes Köln. 1968 bestand er die Zweite Juristische Staatsprüfung und nach seiner Zulassung als Rechtsanwalt arbeitete er in einer Anwaltskanzlei.
Riotte trat 1969 in den Verwaltungsdienst ein und war bis 1971 als Beamter beim Finanzamt Leverkusen tätig. Anschließend wechselte er ins Finanzministerium des Landes Nordrhein-Westfalen, wo er von 1971 bis 1975 Pressereferent des Ministers Hans Wertz und von 1975 bis 1978 Persönlicher Referent des Ministers Friedrich Halstenberg war. Von 1978 bis 1980 übernahm er die Leitung des Büros des Ministerpräsidenten Johannes Rau. Im Anschluss wechselte er erneut ins Finanzministerium, wo er von 1980 bis 1987 die Leitung über die Abteilung für Personal, Organisation, Automation und Haushalt der Steuer- und Finanzbauverwaltung innehatte.
Von 1987 bis April 2003 amtierte Riotte als Staatssekretär im Innenministerium des Landes Nordrhein-Westfalen (1998/99 Ministerium für Inneres und Justiz). Von Mai bis Juli 2003 war er als Staatssekretär in der Staatskanzlei und von August 2003 bis 2005 als Managementberater Beauftragter des Ministerpräsidenten Peer Steinbrück für die Reform des öffentlichen Dienstes.
Riotte wurde 2005 als Mitglied in die Expertenkommission für die Neuordnung der Verwaltung im Freistaat Sachsen berufen. Von 2008 bis 2009 wirkte er als Interims-Geschäftsführer des Deutschen Komitees für UNICEF e.V. und zugleich als Vorstandsmitglied der UNICEF-Stiftung. Im April 2010 wurde er als Mitglied in die Expertenkommission des Bundesministeriums des Innern und des Bundesministeriums der Finanzen zur Evaluation der Sicherheitsbehörden des Bundes („Werthebach-Kommission“) berufen.

## Ehrungen
Riotte wurde am 7. Dezember 2012 mit dem Verdienstorden des Landes Nordrhein-Westfalen ausgezeichnet.

## Belege
1. ↑  AWO-Spiegel, August 2013, S. 11.
2. ↑  Staatsregierung beruft Expertenkommission zur Verwaltungsreform im Freistaat Sachsen; Pressemitteilung der Sächsischen Staatsregierung vom 18. Januar 2005; abgerufen am 10. November 2012.
3. ↑  Wolfgang Riotte wird Interims-Geschäftsführer; Spiegel Online vom 21. April 2008; abgerufen am 10. November 2012.
4. ↑  Verleihung des Landesverdienstordens am 7. Dezember 2012. In: Wir in NRW - Das Landesportal. Staatskanzlei des Landes Nordrhein-Westfalen, 7. Dezember 2012, abgerufen am 10. Mai 2017.

| Personendaten    | Personendaten                           |
| ---------------- | --------------------------------------- |
| NAME             | Riotte, Wolfgang                        |
| KURZBESCHREIBUNG | deutscher Jurist und Verwaltungsbeamter |
| GEBURTSDATUM     | 14. Juli 1938                           |
| GEBURTSORT       | Köln                                    |